# Final del individual masculino del Torneo de Roland Garros 2012
La Final del individual masculino de Roland Garros 2012 fue el partido de tenis disputado en la ronda final del torneo masculino de Roland Garros 2012, con Rafael Nadal derrotando a Novak Djokovic 6–4, 6–3, 2–6, 7–5. Fue una final de Grand Slam de proporciones históricas para ambos jugadores. Nadal buscaba convertirse en el primer hombre en ganar siete veces Roland Garros, rompiendo así el récord que anteriormente tenía Björn Borg, quien ganó seis títulos, y equiparando el récord de Chris Evert, que ganó siete  títulos, Djokovic estaba tratando de convertirse en el primer hombre desde Rod Laver en 1969 en ganar de forma consecutiva los cuatro Grand Slam y el primero en 3 superficies diferentes. Además, dado que Djokovic había derrotado a Nadal en las tres finales de Grand Slam anteriores, Nadal intentaba evitar perder en los cuatro torneos ante el mismo jugador.

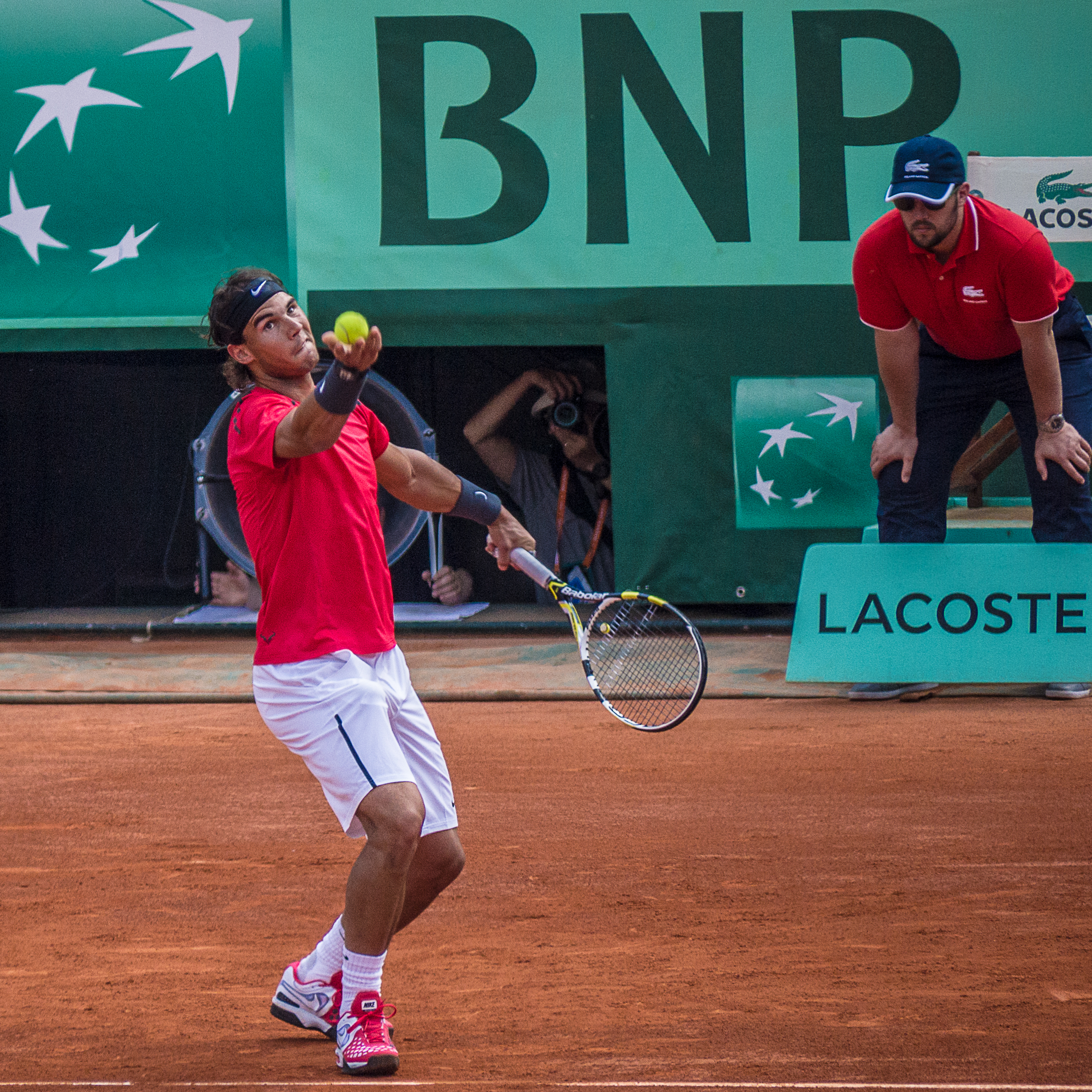
Rafael Nadal en Roland Garros 2012.

## Partido
Nadal tuvo un comienza perfecto quedando 3-0 arriba y con oportunidad de 4-0 y restando, pero cedió su servicio dos veces y todo quedó 3 iguales; tras ese bajón, "Rafa" volvió a quebrar el servicio del serbio en el 4-3 tras una doble falta de Nole para ganar el primer parcial por 6-4 en 58 minutos, en el inicio del segundo set Djokovic perdió su servicio por 4.ª vez en el partido; posteriormente, logró remontar y quedar 3-2 arriba restando; después, en el séptimo game, Nadal quebró nuevamente y quedó 4-3 arriba, algo que hizo que el serbio rompiera una raqueta, esto le hizo ganarse el abucheo de todo el público, después del 5-3 a favor del balear hubo un pequeño parón por lluvia, de regreso y con las ideas más claras Nadal volvió a romper el servicio de Djokovic ganando por 6-3 el segundo, en el tercer set al igual que en los dos primeros Nadal empezó quebrando de entrada quedando 2-0 arriba y servicio, Djokovic logró resurgir y ganó 6 juegos seguidos para adueñarse del tercer set por un claro 6-2, rompiendo tres veces seguidas el saque de Nadal, en el inicio del cuarto set Djokovic quiebra nuevamente y queda 1-0, luego gana su servicio para quedar 2-0, después Nadal ganó su servicio cortando la racha de 8 game seguidos de Djokovic en ese instante el partido se suspendió por lluvia cuando el marcador era favorable a Nadal por 6-4, 6-3, 2-6 y 1-2, al día siguiente el lunes 11 de junio se reanudó la final Nadal comenzó quebrando de entrada y en el duodécimo juego Djokovic cometió una doble falta que le dio el triunfo a Nadal por 6-4, 6-3, 2-6 y 7-5 en 3 horas y 49 minutos tras dos días de partido. Así el mallorquín finalizó una racha de 3 derrotas consecutivas en finales de Grand Slam contra el serbio, con esta victoria, Nadal se convirtió en el tenista más exitoso en Roland Garros conquistando su 7.ª Copa de los Mosqueteros, también el español quedó 19-14 en el H2H en 33 enfrentamientos (6-3 en GS) y 8-7 en finales.

## Estadísticas
| Categoría                               | Nadal       | Djokovic    |
| --------------------------------------- | ----------- | ----------- |
| 1er servicio (%)                        | 60/99 (61%) | 55/95 (58%) |
| Aces                                    | 3           | 2           |
| Doble Faltas                            | 4           | 3           |
| Ganadores                               | 29          | 33          |
| Errores no forzados                     | 23          | 40          |
| Ganadores con 1er servicio %            | 33/60 (55%) | 34/55 (62%) |
| Ganadores con 2.º servicio %            | 20/43 (47%) | 17/43 (40%) |
| Puntos ganados restando                 | 40/95 (42%) | 43/99 (43%) |
| Break point                             | 9/17 (53%)  | 7/10 (70%)  |
| Subidas a la red                        | 7/13 (54%)  | 16/23 (70%) |
| Total pts ganados                       | 125         | 116         |
| Servicio más rápido                     | 203 km/h    | 205 km/h    |
| Velocidad promedio del primer servicio  | 184 km/h    | 187 km/h    |
| Velocidad promedio del segundo servicio | 142 km/h    | 150 km/h    |

## Reacciones Post-partido
Djokovic: "Podría haber perdido fácilmente mi partido de cuarta ronda o incluso más contra Tsonga en cuartos de final, pero pude llegar a la final aquí primera vez en mi carrera", dijo Djokovic. "Debería estar feliz por eso, por supuesto. Lo estaré, y lo estoy, pero en este momento estoy decepcionado por esta derrota porque pensé que comencé a jugar mejor en el tercer set y sentí que podría llevar este partido a un quinto set y luego todo podría ser posible, pero hubo un retraso de lluvia cuando comencé a sentirme realmente bien en la cancha".
Nadal: "Cuando pierdes, es porque no mereces el título. Entonces, en mi opinión, esta fue la final que tuve que ganar. Por eso estaba tan emocionado".
El tío y entrenador de Rafael, Toni Nadal dijo: "Para nosotros, era muy importante ganar aquí ahora contra Djokovic, porque sabíamos que si ganaba de nuevo, el cuarto, Rafa hubiera completado una racha de 4 derrotas seguidas en finales de Grand Slam contra él y estuvimos muy cerca de hacerlo."

## Relacionados
- Final del individual masculino del Abierto de Australia 2012